# 申珏休
申 珏休（シン・ガキュ、朝鮮語: 신각휴、1894年11月13日または1896年 - 1976年8月10日）は、大韓民国の政治家。第2・3・5代韓国国会議員。本貫は高霊申氏。

## 経歴
忠清北道永同郡生まれ。北京大学2年修了。1950年の第2代総選挙以降の沃川郡選出の国会議員3期のほか、和豊鉱山所長、大韓青年団沃川郡団長、沃川郡畜産同業組合長、民主党労農部長・中央労働部長・忠清北道党委員長、新韓党沃川地区党委員長などを歴任した。5・16軍事クーデター以後は尹潽善、金度演らと共に新韓党を結党したが、国会に帰ることはできなかった。
1976年8月10日、高霊申氏の集姓村である沃川郡沃川邑梅花里にある自宅で持病により死去。享年77。

## 活動・エピソード
民主党の農林ブレーンで、農林関係の院内対策を推進した。第3代国会の時は農林部の幹部たちを国会農林委員会に呼び出して攻撃した。崔仁圭外資庁長は国会での発言中、申の辛辣な質疑で言葉を詰まらせ、涙を流したこともある。また、5・16軍事クーデター以後は朴正煕大統領から逓信部長官に任命されたが、「農林水産部長官でないと引き受けない」と断ったこともある。さらに、地元の沃川郡伊院面の開心貯水池などの水利施設の建設にも大きな役割を果たした。